# Idaea attenuaria
Idaea attenuaria is een vlinder uit de familie spanners (Geometridae). De wetenschappelijke naam is voor het eerst geldig gepubliceerd in 1833 door Rambur.
De soort komt voor in Europa.